# Real Time Streaming Protocol
Real Time Streaming Protocol, afgekort RTSP, is een protocol voor het gebruik van streamingmediasystemen. Het protocol is ontwikkeld door het IETF en gepubliceerd in 1998 in RFC 2326. De eindgebruiker kan een stream van een externe server op afstand bedienen en commando's geven, zoals "play" en "pause" en zoeken op tijdcode, net als bij het afspelen van een lokale video in een videospeler. 
RTSP-servers gebruiken gewoonlijk RTP als het protocol voor de eigenlijke overdracht van audio/videodata.